# Recherches sur la méthode dans les sciences sociales et en économie politique en particulier
Recherches sur la méthode dans les sciences sociales et en économie politique en particulier est un livre de Carl Menger publié en 1883.